# محمد بن المدني كنون
محمد بن المدني بن گنون أبو عبد الله المستاري أصلا الفاسي مولدا وقرارا (توفي 1302 هـ) فقيه مالكي من رجال الإصلاح الديني.
كان رأس علماء المغرب في القرن الثالث عشر الهجري فكان مفتيا محدثا لغويا، سجن مرة وثار الشعب يطالب بإطلاق سراحه، قال الحجوي عنه: «كان شديدا على أهل الطرق وما لهم من البدع التي شوهت جمال الدين، والمتصوفة أصحاب الدعاوى التي تكذبها الأحوال، وما كان أحد يقدر على الرد عليه مع شدة إغلاظه عليهم وعلى غيرهم، وسلوكه في ذلك مسلك التشديد بل التطرف في بعض المسائل».
له تآليف منها:
- التسلية والسلوان
- حاشية على موطأ مالك سماها "التعليق الفاتح"
- العقد الفريد في بيان خروج العوام من بقة التقليد
- نصيحة النذير العريان من مخالطة أهل الغيبة والنميمة والبهتان
- الدرة المكنونة في نسب بعض الأشراف
- الأجوبة.

كان نحيل الجسم، لكلامه تأثير في النفوس، ودروسه أفضل من تآليفه. توفي في فاس عام 1302 هـ.